# الصلصلة
مدينة الصلصلة: تتبع إدارياً لـمحافظة خيبر وتعتبر من أكبر مراكز منطقة المدينة المنورة وهي تبعد عن المدينة المنورة مسافة 120 كم شمالاً على طريق خط تبوك المدينة الدولي، وتمتاز بموقعها الجغرافي بأرض منبسطة كما يمر بها وادي الغرس وهو من أكبر بطون وادي الحمض ومن معالمها الشامخة الجبل الأحمر ( شمذ) وتعتبر نقطة عبور للحجاج والزوار القادمين من الشام.

## المواقع السياحية والأثرية
- آثار النمرانية (قصور وآبار ومزارع بنيت في العهد الأموي.
- آثار مناجم ومصاهر بجبال النمرانية.
- كهوف حرة بني رشيد الواقعة شرق الصلصلة.

## الإدارات الحكومية بالصلصلة
1- مركز إمارة الصلصلة:
تأسس عام 1398هـ أقدم المراكز بمحافظة خيبر، وتبلغ مساحة النطاق الإشرافي (4188) كلم2، ويبعد عن محافظة خيبر (60) كلم. 
مميزات نطاق مركز الصلصلة:
- يتميز نطاقه الجنوبي الغربي بمناجم التعدين القديمة وآثار قرية النمرانية القديمة المنشأة في العهد الأموي.
- يتميز نطاقه الشرقي بالنشاط الزراعي ووفرة المياه في المخططات الزراعية.
- يتميز نطاقه الشمالي الشرقي بالمعالم الجيولوجية الطبيعية في منطقة الحرة.

ويتبع له القرى التالية:
- اللحن
- الدحيلة
- العقيلة
- المطاوى
- ام هشيم
- عين طوالة
- الخيال
- الشدادي
- السليم
- الشفية.
- الفقير
- العميد

2- بلدية الصلصلة:
تخدم بلدية الصلصلة كافة قرى النطاق المركز الإشرافي والبالغ عددها إثنا عشر قرية.
3- قطاع التعليم في الصلصلة والقرى التابعة:
يبلغ عدد المدارس في مراحل التعليم العام (29) مدرسة للبنين والبنات
4- الخدمات الصحية: الصلصلة والقرى التابعة:
تتوفر بها الخدمات الصحة التالية:
- مركز صحي الصلصلة ويعمل على مدار الوقت (24×7).
- مركز صحي اللحن.
- مركز صحي العقيلة.
- مركز صحي المطاوي.

5- مركز إسعاف اللحن:
يقدم خدماته الإسعافية لقرى مركز الصلصلة وطريق المدينة المنورة - خيبر. 
6- مركز الدفاع المدني:
يقدم خدماته للنطاق الاشرافي للصلصلة والقرى التابعة. 

7- جمعية البر والخدمات الاجتماعية بالصلصلة:
تقدم خدماتها الخيرية والاجتماعية للمحتاجين في كافة قرى المركز.

## تاريخها القديم
أُطلق على مدينة الصلصلة هذا الاسم نسبة إلى موارد مياه قديمة بوادي الغَرَس والذي يعد أكبر الأودية بمحافظة خيبر، قال عنها الدكتور/ عاتق بن غيث البلادي - رحمه الله- الصلصلة بتكرار الصاد المهمة المضمومة واللام، أرض زراعية لبني رشيد أصبحت محطة رئيسية على الطريق بين المدينة وخيبر.
جدير بالذكر أن نطاق مركز الصلصلة غني بالرسوم والكتابات والنقوش الأثرية والتي ساهم إنسان هذه المنطقة في تدوينها لتبقى دلائل واضحة وشواهد من التاريخ على قدم الحضارة في هذا الجزء الهام، وذلك لوقوعها على الطريق النبوي من المدينة المنورة إلى الصلصلة وصولاً إلى خيبر، ففي العام السابع للهجرة النبوية سار النبي صلى الله عليه وسلم من المدينة المنورة قاصدا خيبر وقد مر بعدد من المواقع هي اليوم تقع في نطاق مركز الصلصلة وهي أودية الغميس وبئر الشدادي ووادي اللحن وجبل أشمذ ثم سار إلى وادي المصلى وجبل كتيفة واللذان يبعدان عن الصلصلة حوالي (10) كيلو متر في الناحية الغربية.